# René Carrière

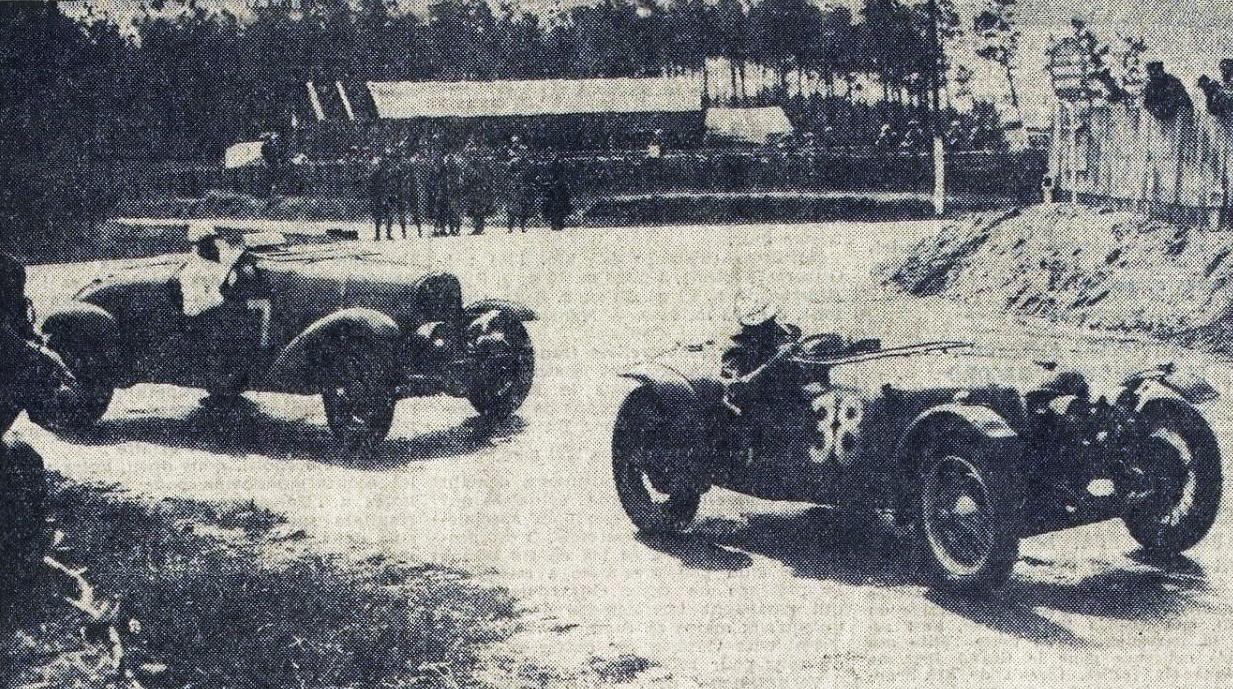
24 Heures du Mans 1935, la M.G. de Trévoux et Carrière (équipage 7e) précède la Delahaye de Michel Paris et Marcel Mongin.

René Auguste Joseph Carrière, né le 10 mars 1911 à Marseille et décédé le 22 mars 1982 à 71 ans dans cette même ville,, était un pilote automobile français sur circuits à bord de voitures de sport, essentiellement durant la seconde moitié des années 1930. 

## Biographie
Après des débuts prometteurs au Mans en association avec Jean Trévoux sur les véhicules Riley de ce dernier, en 1934 et 1935, ce marseillais alors surtout rallye-man depuis quelques années déjà intègre l'écurie de Lucy O'Reilly Schell en 1936, devenue « l'Écurie Bleue » la saison suivante, avant de devenir pilote officiel Talbot-Darracq en 1938 et 1939 (en courant occasionnellement pour Luigi Chinetti aux 24 Heures du Mans 1938).
Il participe à quatre reprises aux 24 Heures du Mans entre 1934 et 1938, se classant deux fois parmi les douze premiers (en 1934 et 1935). De 1936 à 1938, il termine trois fois quatrième du Grand Prix de l'ACF.

## Palmarès en rallye
- Rallye des Alpes françaises 1932 (victoire de classe plus de 50 000 Fr à 21 ans, sur Alfa Romeo)[3].
- Rallye des Alpes françaises 1936 (victoire de classe plus de 3,0 l, sur Matford, une Ford V8 Model B construite en France par Émile Mathis)[4].
- 2e du Critérium Paris-Nice 1936 (Delahaye)[5];
- 5e du Critérium Paris-Nice 1933 (Alfa Romeo)[6];
- 6e du Rallye Monte-Carlo 1936 (avec J. Vial sur Matford V8)[7],[8].
- participation à la Coupe Internationale des Alpes 1933 (Alfa Romeo) et 1934 (Hotchkiss), les deux fois avec Henry Anvil[9] (équipage jamais pénalisé, notamment en 1933 où seulement deux autres voitures sont dans ce cas).

## Palmarès Sport et Grand Prix
- Course de côte du Mont Ventoux 1936, sur Delahaye 135CS.
- 3e des 24 Heures de Spa 1936 (Delahaye 135CS, avec Laurie Schell pour l'Écurie Lucy O'Reilly Schell).
- 3e des Mille Miglia 1937 (Delahaye 135CS, avec Laurie Schell pour l'Écurie Bleue).
- 4e du Grand Prix de France 1936 (Delahaye 135CS, avec Laurie Schell pour l'Écurie Lucy O'Reilly Schell).
- 4e du Grand Prix de Tunisie 1937 (Delahaye 135CS, avec Laurie Schell pour l'Écurie Bleue).
- 4e du Grand Prix d'Algérie 1937 (Delahaye 135CS, pour l'Écurie Bleue).
- 4e des 3 Heures de Marseille 1937 (Delahaye 135CS, pour l'Écurie Bleue).
- 4e du Grand Prix de France 1937 (Delahaye 135CS, réussissant alors l'exploit de s'intercaler parmi les quatre Talbot T150C officielles, pour l'Écurie Bleue).
- 4e du Grand Prix de France 1938  (Talbot T150C, pilote officiel Talbot-Darraq, et premier français).
- 4e du RAC Tourist Trophy 1938 (Talbot-Lago T26 Grand-Sport, pour l'Écurie Talbot).
- 4e de la Coupe de Paris 1939 (Talbot MD90 4,5 l, pour l'Écurie Talbot à Montlhéry, le 7 mai).
- 5e des Mille Miglia 1938 (Talbot-Lago T150C Spécial, pour l'Écurie Talbot).
- 6e du Grand Prix de Pau 1937 (Delahaye 135CS, pour l'Écurie Bleue).
- 7e des 24 Heures du Mans 1935 (avec Trévoux, sur Riley Nine MPH Six Racing 1,5 l).
- 8e du Grand Prix de Donington 1936 (avec George Field, sur Delahaye 135S 3,6 l, pour l'Écurie d'Alan Selbourne).